# AKAP4
A proteína âncora A-quinase 4 é uma proteína de andaime que em humanos é codificada pelo gene AKAP4. Envolve a sinalização intracelular da proteína quinase-A. AKAP4 é chamado de antígeno de câncer/testículo (CTA), pertence a uma classe de categorias de antígenos ligados a tumores por alta expressão em células germinativas e câncer do que tecidos normais.